# Metopoceras bubaceki
Metopoceras bubaceki là một loài bướm đêm trong họ Noctuidae.